# Minaret oscillant de Kharanaq
Ne doit pas être confondu avec Minarets tremblants d'Ispahan.
Le minaret oscillant de Kharanaq (persan : منار جنبان خرانق) se situe à Kharanaq dans la région d'Ardakan en Iran. Il a été construit à l'époque Seldjoukides, bien avant la construction de la Grande mosquée. Kharanaq attire de nombreux touristes en raison d'une particularité de son minaret. 
La mosquée dispose d'un minaret de 15 mètres de hauteur composé de trois étages et dont la partie supérieure comporte une structure en bois. Le minaret possède un escalier en colimaçon composé de deux rangs faisant 60 à 70 cm de large à la base.
Il suffit d'une simple vibration pour que, quelques secondes plus tard, le minaret se mette aussi à vibrer. La cause de ce phénomène est encore inconnue en 2013. Une hypothèse explique cet effet en raison de l’architecture et la sculpture des minarets ; une autre avance que c'est un effet visuel.